# Font de la Ceba
La font de la Ceba, a la vora del riu Francolí, al terme de Montblanc, va ser creada a primers del segle XX aprofitant la sortida de l'aigua quan es va construir una petita bassa i un banc fet a partir de petites rajoletes ceràmiques. L'aigua té elevada conductivitat. Està envoltat de freixes, plataners i pollancres. Fins al mitjans de segle passat es va mantenir una tradició molt viva d'anar-hi a berenar els estius. L'indret torna a estar endreçat i forma part de les passejades de molts montblanquins, bé des del camí de la Parellada o des del camí antic de l'Espluga de Francolí.

## Referències

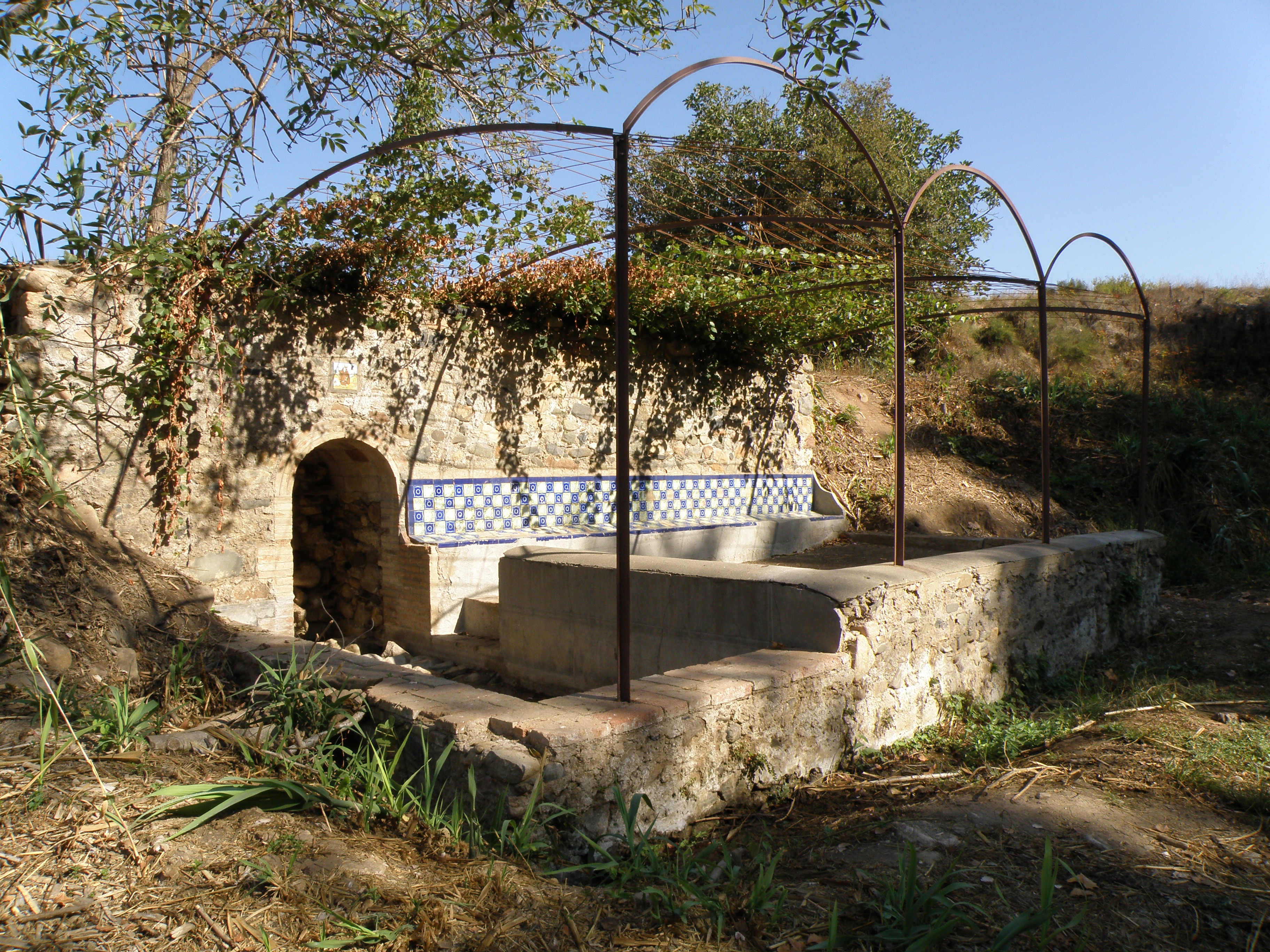
Font de la Ceba, a Montblanc
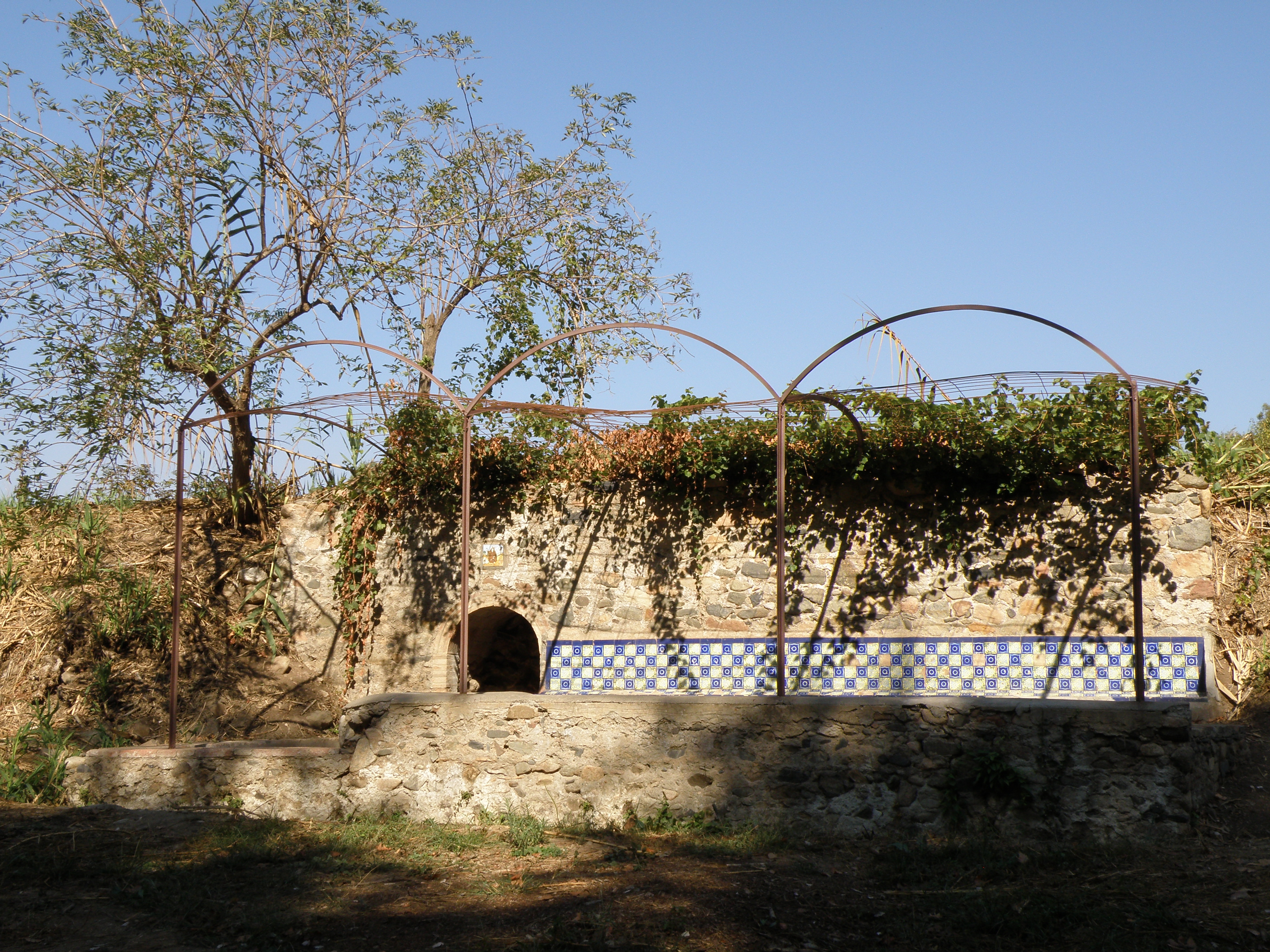
Vista general de la font